# Dolní Žďár
Dolní Žďár là một làng thuộc huyện Jindřichův Hradec, vùng Jihočeský, Cộng hòa Séc.